# Volla
Volla é uma comuna italiana da região da Campania, província de Nápoles, com cerca de 21.407 habitantes. Estende-se por uma área de 6 km², tendo uma densidade populacional de 3568 hab/km². Faz fronteira com Casalnuovo di Napoli, Casoria, Cercola, Nápoles, Pollena Trocchia.

## Demografia
| Variação demográfica do município entre 1861 e 2011                               |
|                                                                                   |
| Fonte: Istituto Nazionale di Statistica (ISTAT) - Elaboração gráfica da Wikipedia |

## Geografia Física
Localizado entre o Vesúvio e a área leste da capital, o município de Volla foi fundado nos anos cinquenta para o spin-off da cidade de San Sebastiano al Vesuvio.

## Economia
Centro para a produção agrícola, com o crescimento da população nos últimos anos tornou-se o centro de distribuição de produtos agrícolas. Durante alguns anos, hoje abriga o centro agro-alimentar de Nápoles um dos maiores mercados de frutas e produtos hortículas da Itália. O centro é mais conhecido como o maior produtor de brócolis. Um desenvolvimento justo também teve o setor industrial (plásticos, papel e etc.).